# Tropidurus oreadicus
Tropidurus oreadicus é uma espécie de réptil da família Tropiduridae pertencente ao gênero Tropidurus. Seu nome popular é calango, ou lagartixa em algumas regiões como no nordeste.
Espécie é endêmica do Brasil onde pode ser encontrada em vários estados das Regiões Norte, Nordeste, Centro-Oeste e Sudeste, não sendo encontrada na Região Sul. 